# Westbury (Nova York)
Westbury és una població dels Estats Units a l'estat de Nova York. Segons el cens del 2000 tenia 14.263 habitants.

## Demografia
Segons el cens del 2000, Westbury tenia 14.263 habitants, 4.638 habitatges, i 3.441 famílies. La densitat de població era de 2.304,2 habitants per km².
Dels 4.638 habitatges en un 30,7% hi vivien nens de menys de 18 anys, en un 57,5% hi vivien parelles casades, en un 11,8% dones solteres, i en un 25,8% no eren unitats familiars. En el 19,8% dels habitatges hi vivien persones soles el 8% de les quals corresponia a persones de 65 anys o més que vivien soles. El nombre mitjà de persones vivint en cada habitatge era de 3,07 i el nombre mitjà de persones que vivien en cada família era de 3,49.
Per edats la població es repartia de la següent manera: un 22,3% tenia menys de 18 anys, un 8,9% entre 18 i 24, un 31,3% entre 25 i 44, un 23,9% de 45 a 60 i un 13,6% 65 anys o més.
L'edat mediana era de 37 anys. Per cada 100 dones de 18 o més anys hi havia 97,9 homes.
La renda mediana per habitatge era de 74.032 $ i la renda mediana per família de 77.988 $. Els homes tenien una renda mediana de 41.844 $ mentre que les dones 36.316 $. La renda per capita de la població era de 28.018 $. Entorn del 3,6% de les famílies i el 5,3% de la població estaven per davall del llindar de pobresa.